# Copa Ciudad Viña del Mar 1999
La Copa Ciudad Viña del Mar 1999, décima edición correspondiente al mencionado año del tradicional torneo Copa Ciudad Viña del Mar, tuvo como participantes al local Everton, Wanderers, Unión Española y Universidad Católica.

## Modalidad
Jugado en dos fechas bajo el sistema de eliminación directa. El título de campeón lo disputan los equipos ganadores de la primera jornada y los equipos perdedores compiten para dirimir el tercer y cuarto lugar. Los empates se definen mediante lanzamientos penales. 
En la primera ronda se enfrentaron Universidad Católica con Unión Española resultando ganador el equipo cruzado por un marcador de 2:0, y en el otro partido del cuadrangular el anfitrión Everton jugó contra Wanderers en una edición más del Clásico Porteño; tras una victoria parcial de 2:0 de Everton y empate 2:2 en el tiempo reglamentario, el triunfo favoreció a los viñamarinos desde el punto penal por 7:6.
Universidad Católica y Everton jugaron la final el 20 de febrero de 1999. El triunfo fue para los cruzados por 3:1. En el encuentro correspondiente a la disputa del tercer lugar, Unión Española se impuso a Wanderers por un marcador de 2:1.

## Primera Fase
| 18 de febrero de 1999 | Universidad Católica | 2:0 | Unión Española | Estadio Sausalito, Viña del Mar |                                |
|                       | Tapia · Ríos         |     |                | Asistencia: 8.000 espectadores  | Asistencia: 8.000 espectadores |

| 18 de febrero de 1999 | Everton                        | 2:2* | Wanderers     | Estadio Sausalito, Viña del Mar |                                |
|                       | Arancibia · Pereira · Brizuela |      | Ormeño · Naif | Asistencia: 8.000 espectadores  | Asistencia: 8.000 espectadores |

* En penales se impuso Everton por 7:6.

## Tercer Lugar
| 20 de febrero de 1999 | Wanderers | 1:2 | Unión Española | Estadio Sausalito, Viña del Mar |  |
|                       |           |     |                | Asistencia: 6.238 espectadores  |  |

## Final
| 20 de febrero de 1999 | Everton      | 1:3 | Universidad Católica                    | Estadio Sausalito, Viña del Mar |                                |
|                       | C. Muñoz 67' |     | Figueroa 48' · Tapia 58' · Brizuela 87' | Asistencia: 6.238 espectadores  | Asistencia: 6.238 espectadores |

| Chile                        |
| Campeón Universidad Católica |